# Buslijn 652
Buslijn 652 Cargo - Zaventem - Kortenberg - Erps-Kwerps - Leuven was een van de lijnen van het START-initiatief van De Lijn, die sinds oktober 2006 Leuven en de Luchthavenregio verbonden tussen 5 en 23u. De lijn werd net als de in dezelfde regio opererende lijn 651 stopgezet op vrijdag 5 januari 2024 naar aanleiding van de start van het Hoppin mobiliteitsplan van De Lijn vanaf 6 januari 2024. Beide lijnen werden beiden samen deels vervangen door een enkele nieuwe lijn 91 met deels overlappende deeltrajecten.

## Frequentie
Er ging om de 60 minuten een bus. Op weekdagen bijkomend tussen 5 en 9 en tussen 15 en 19u om het half uur.

## Route
- Dynamische kaart op Openstreetmap met mogelijkheid tot inzoomen, omgeving bekijken en export als GPX

## Externe verwijzingen
- haltelijst
- routeplan
- Website De Lijn